# Wim Kok
Willem "Wim" Kok (født 29. september 1938 i Bergambacht, Sydholland, død 20. oktober 2018) var en aktiv nederlandsk fagforeningsmand politiker, der var landets premierminister fra 1994 til 2002, valgt for Partij van de Arbeid, som han var formand for fra 1986 til 2002.
Kok var uddannet fra Wirtschaftsuniversität Nyenrode og arbejdede derefter en kort overgang med udenrigshandel, inden han i 1961 blev ansat i det daværende nederlandske svar på LO, Nederlands Verbond van Vakverenigingen (NVV). Han var fra 1973 til 1982 formand for organisationen. Fra 1976 til 1986 var han formand for Federatie Nederlandse Vakbeweging, der var en fusion af NVV og det katolske NKV. 
I 1986 gik han ind i politik, da han blev valgt til Tweede Kamer. Han efterfulgte Joop den Uyl som leder af det socialdemokratiske parti og var fra 1989 til 1994 skyggefinansminister. Han blev premierminister i 1994 i en koalitionsregering med det liberalkonservative VVD og det socialliberale Democraten 66. Under det meste af hans statsministertid var landet kendetegnet ved økonomisk fremgang og høstede international anerkendelse for det brede politiske samarbejde. Regeringen faldt i maj 2002, da Kok og hans ministre trådte tilbage som følge af diskussionen om et muligt nederlandsk medansvar for massakren i Srebrenica. Wim Kom forlod derefter politik, men deltog fortsat i den offentlige debat. I 2003 blev han tildelt den honorære titel Minister van Staat.